# ベスト・ダム・ツアー ライヴ・イン・トロント
『ベスト・ダム・ツアー ライヴ・イン・トロント』（The Best Damn Tour: Live in Toronto）は、アヴリル・ラヴィーンの3作目となるライブ映像作品。2008年9月5日にRCAレコードから発売された。
日本では2008年9月10日にBMG JAPANから日本語字幕付きDVD（片面一層、規格品番：BVBP-21074）が発売された。

## 概要
2008年4月7日、カナダ・トロントのエア・カナダ・センターにて行われた「ベスト・ダム・ツアー（Best Damn Tour）」のライブ映像を収録したDVDである。

## 収録内容
1. ガールフレンド [1:29]
2. アイ・キャン・ドゥ・ベター [3:56]
3. コンプリケイテッド [4:31]
4. マイ・ハッピー・エンディング [4:20]
5. アイム・ウィズ・ユー [5:20]
6. アイ・オールウェイズ・ゲット・ホワット・アイ・ウォント [4:02]
7. ベスト・ダム・ダンス・ブレイク [3:35]
8. ホエン・ユーアー・ゴーン [1:26]
9. イノセンス [3:53]
10. ドント・テル・ミー [2:29]
11. ホット [2:08]
12. ルージング・グリップ [3:20]
13. バッド・レピュテーション (ビデオ・モンタージュ) [2:14]
14. エヴリシング・バック・バット・ユー [2:44]
15. ラナウェイ (アヴリル・オン・ドラムス) [4:03]
16. ミッキー (アヴリル・オン・ドラムス) [3:03]
17. ベスト・ダム・シング [5:02]
18. アイ・ドント・ハフ・トゥ・トライ [3:19]
19. ヒー・ワズント [5:39]
20. ガールフレンド (リミックス) (アンコール) [2:16]
21. スケ8ター・ボーイ [5:39]